# Trapezoppia longipectinata
Trapezoppia longipectinata är en kvalsterart som beskrevs av Balogh och Sandór Mahunka 1969. Trapezoppia longipectinata ingår i släktet Trapezoppia och familjen Oppiidae. Inga underarter finns listade i Catalogue of Life.